# Kearney (Nebraska)
Kearney è una città degli Stati Uniti d'America, nella contea di Buffalo nello Stato del Nebraska.